# Alfonso Mascitelli
Alfonso Mascitelli (Pescara, 18 gennaio 1957 – Villamagna, 11 maggio 2025) è stato un politico italiano.
È stato eletto al Senato della Repubblica nelle elezioni del 2008 nelle liste dell'Italia dei Valori, nella circoscrizione Abruzzo.